# Makrofilija
Makrofilija je izraz za parafiliju ili, češće, seksualne fantazije u kojima osoba zamišlja seksualne situacije s abnormanlno velikim, odnosno orijaškim ženama, pri čemu su najčešće fantazije o ženama-divovima.